# 芹ケ野
芹ケ野（せりがの）は、鹿児島県いちき串木野市の町。郵便番号は896-0076。人口は223人、世帯数は100世帯（2020年10月1日現在）。

## 地理
いちき串木野市の北部、芹ケ野川上流域に位置する。町域の北方には薩摩川内市都町・木場茶屋町・川永野町、東方には薩摩川内市百次町、南方には生福、西方には金山にそれぞれ接している。
町域の西部を南九州西回り自動車道川内道路（国道3号バイパス）・国道3号・鹿児島本線が南北に通る。

### 河川
- 芹ケ野川

## 歴史
2011年（平成23年）10月11日にいちき串木野市が実施した町名等整理事業により大字下名の字弥助ヶ尾、雪茶屋、北口屋前、西山出口、 仁王木、三平ヶ平、山神迫、前田、太郎先迫、楠木元、迫頭、木屋段、仁田迫、敷ヶ迫、源野、ウッセ田、 宇都迫、 泉水ノ元、 堂ノ元、ヒルタ、ミナ尻、 棕梠木元、 白木田、満右衛門迫、正助迫、三千木場、堀之内、小山、小山出口、興六、建張、栗山迫、 惣右衛門迫、猿渡、 側石、崎山、 境之上、境木、 矢張、仮屋地、墓之元、大石之元、與六平、藏平、大迫谷、大平、樫ヶ元、カゴ、小迫田、大津風呂、日高平、臼鼻、平原、田ノ神元、柳牟田、前馬場、善吉ヶ元、寄合田、大根平、井戸ノ上、仙右衛門山、山下平、土合、下椿平、上椿平、西椿、万助平、下西山、上西山、南北口、八藏迫、北口、白木迫の区域よりいちき串木野市の町「芹ケ野」として設置された。

### 町域の変遷
| 変更後         | 変更年             | 変更前           |
| -------------- | ------------------ | ---------------- |
| 芹ケ野（新設） | 2011年（平成23年） | 大字下名（一部） |

## 施設

### 公共
- 芹ケ野公民館[6]

## 人口
以下の表は国勢調査による小地域集計の人口推移である。
| 年                 | 人口 |
| ------------------ | ---- |
| 2015年（平成27年） | 240  |
| 2020年（令和2年）  | 223  |

## 教育

### 小・中学校の学区
市立小・中学校に通う場合、学区（校区）は以下の通りとなる。
| 町丁   | 地区 | 小学校                   | 中学校                         |
| ------ | ---- | ------------------------ | ------------------------------ |
| 芹ケ野 | 全域 | いちき串木野市立旭小学校 | いちき串木野市立串木野西中学校 |

## 交通

### 道路
一般国道
- 国道3号
  - 南九州西回り自動車道川内道路

### 鉄道
- 九州旅客鉄道鹿児島本線